# Wiesenhaus (Wuppertal)
Wiesenhaus ist eine Hofschaft in der bergischen Großstadt Wuppertal. 

## Lage und Beschreibung
Die Hofschaft liegt im Nordwesten der Stadt auf 182 m ü. NHN im Tal des Brucher Bachs im Westen des Wohnquartiers Eckbusch des Stadtbezirks Uellendahl-Katernberg nahe der Stadtgrenze zu Wülfrath. Beim Ort verläuft die Bundesautobahn 535.
Benachbarte Wohnplätze und Ortschaften sind Schloss Aprath, Theisbruch, Kohleiche, Melandersbruch, Eschenkamp, Hixter, Kotthaus, Frankholzhäuschen, Zum Kothen, Am Hagen, Kutenhaus und das Gut Steinberg. Das ebenfalls benachbarte Steinbergsspliß ist abgegangen.

## Geschichte
Wiesenhaus wurde erst Ende des 19. oder Anfang des 20. Jahrhunderts auf dem Gebiet der Stadt Vohwinkel besiedelt. Mit der Kommunalreform von 1929 wurde die Stadt Vohwinkel mit Kotthaus in die neu gegründete Stadt Wuppertal eingemeindet. Auf dem Übersichtsplan Elberfelds des Vermessungs-Direktors Zumpfort von 1925 wird der Ort Derkottenhunden genannt.